# Abbaye de Sauvelade
 (novembre 2011).
Si vous disposez d'ouvrages ou d'articles de référence ou si vous connaissez des sites web de qualité traitant du thème abordé ici, merci de compléter l'article en donnant les références utiles à sa vérifiabilité et en les liant à la section « Notes et références ».
L’abbaye de Sauvelade a été fondée en Béarn dans la vallée du Laà. Elle est aujourd’hui dans la commune de Sauvelade, dans le département français des Pyrénées-Atlantiques.

## Toponymie
Sauvelade est l’adaptation française du nom gascon Seuvalada composé de seuva, forêt et lada, étendue, en latin silva lata, « la forêt étendue », selon Michel Grosclaude, toponymiste et linguiste qui vivait près de l'abbaye.
La vallée du Laà se nomme lo Larvath, la vallée de landes (ou pâturages), transcrit en français en Larbaigt.
L’étymologie populaire de Sauvelade est fantaisiste, cependant elle s’est assez répandue. La légende dit que l’abbaye aurait été fondée par un seigneur qui aurait fait un vœu de fonder l’abbaye alors qu’il échappait à la noyade pendant une crue soudaine de la rivière. Le nom aurait alors signifié « sauvat deu Lar » (sauvé du Laà), ce qui est impossible linguistiquement.

## Histoire
En 1127, le vicomte de Béarn, Gaston IV, dit Gaston le Croisé, revenait d’une guerre contre les Sarrasins où il avait contribué à la prise de Saragosse au côté de son oncle, Alphonse le Batailleur, roi d’Aragon. Il fit cadeau à des moines bénédictins, qui vivaient dans des cabanes de bois et de branchages, de la forêt nommée Faget dans le lieu appelé Silva Lata, afin d’y bâtir un monastère dédié à la Vierge Marie.
L’acte de donation fut passé le 8 avril 1127.
Le 10 août 1569, l’armée béarnaise protestante commandée par Montgomery, lieutenant de Jeanne d'Albret, poursuivant l’armée catholique de Catherine de Médicis, brûla l’abbaye. Les protestants conservèrent et restaurèrent l’église qui servit de temple au culte réformé pendant environ 40 ans, jusque vers 1611.
Après la Révolution, l’église est devenue propriété de l’État et la partie des dépendances de l’abbaye a été vendue comme bien national.
Le 5 juin 1973, l'église est inscrite au titre des monuments historiques.
Les bâtiments environnants sont municipaux et servent à diverses animations culturelles organisées par l’association Silva Lata, et de gîte pour les pèlerins de Compostelle sur la route du Puy ou via podiensis.

## Liste des abbés
- 1129-11?? : Elie
- 11??-11?? : Bertrand I
- 11??-1168 : Matthieu
- 1168-1177 : Géraud I d’Artiguemare
- 1177-1195 : Arnaud I de Bas
- 1195-1201 : Bernard I
- 1201-12?? : Antoine
- 12??-12?? : Philippe
- 12??-12?? : Jacques I
- 12??-1210 : Pierre I
- 1210-1223 : Géraud II
- 1223-1230 : Guillaume I de Gado
- 1230-1231 : Guillaume II de Beaumont
- 1231-1235 : Arnaud II de Saint-Avit
- 1235-1236 : Pierre II
- 1236-1237 : Aymeric
- 1237-1244 : Bertrand II
- 1244-1257 : Raymond d’Idécuas
- 1257-1286 : Guillaume III
- 1286-1332 : Vitale
- 1332-13?? : Bernard II de Lagomio
- 13??-1436 : Jean I
- 1436-1476 : Jean II de La Salle de Gentillart
- 1476-1517 : Bernard III du Barbier
- 1517-1538 : Jean III de Vignet
- 1538-15?? : Pierre III de Maillos
- 15??-15?? : Bernard V du Barbier
- 15??-1562 : Jean IV de Boyer
- 1562-15?? : Jean V de Sales
- 15??-1601 : Tristan I de Sainte-Colombe
- 1601-16?? : Tristan II de Montmorency-Bouteville de Luxe
- 16??-1623 : Arnaud III de Maytie de Mauléon
- 1623-1663 : Jacques II de Boyer
- 1663-1714 : Jacques III d’Aspremont d’Orthe
- 1714-1747 : Pierre IV de Seney d’Argence
- 1747-1790 : Henri-Siméon de Caupenne d’Amou

Source : Gallia Christiana

## L’église

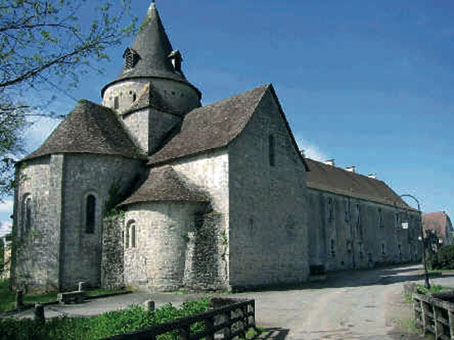
Le chevet de l'église vu du pont sur le Laà.

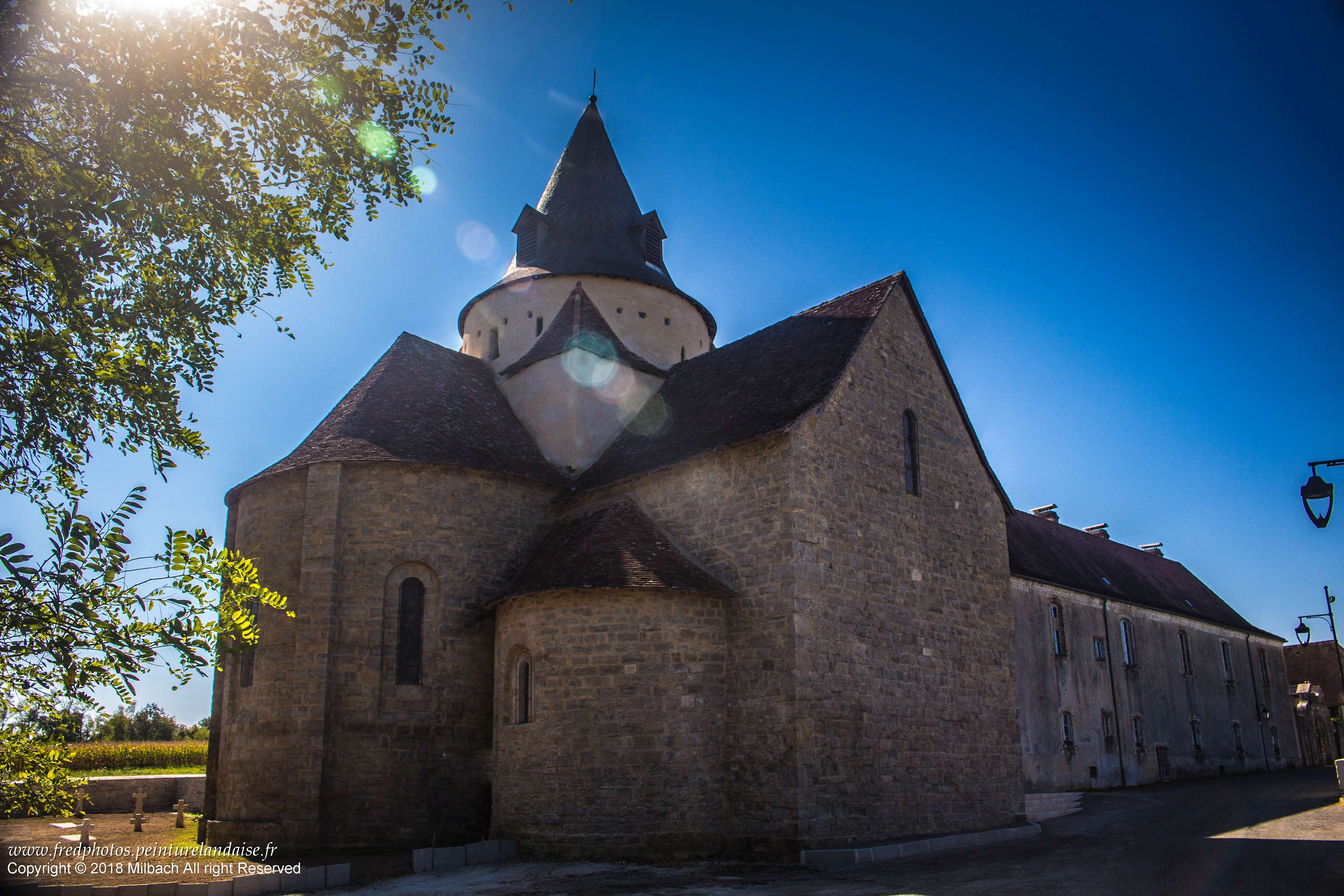
Abbaye de Sauvelade.

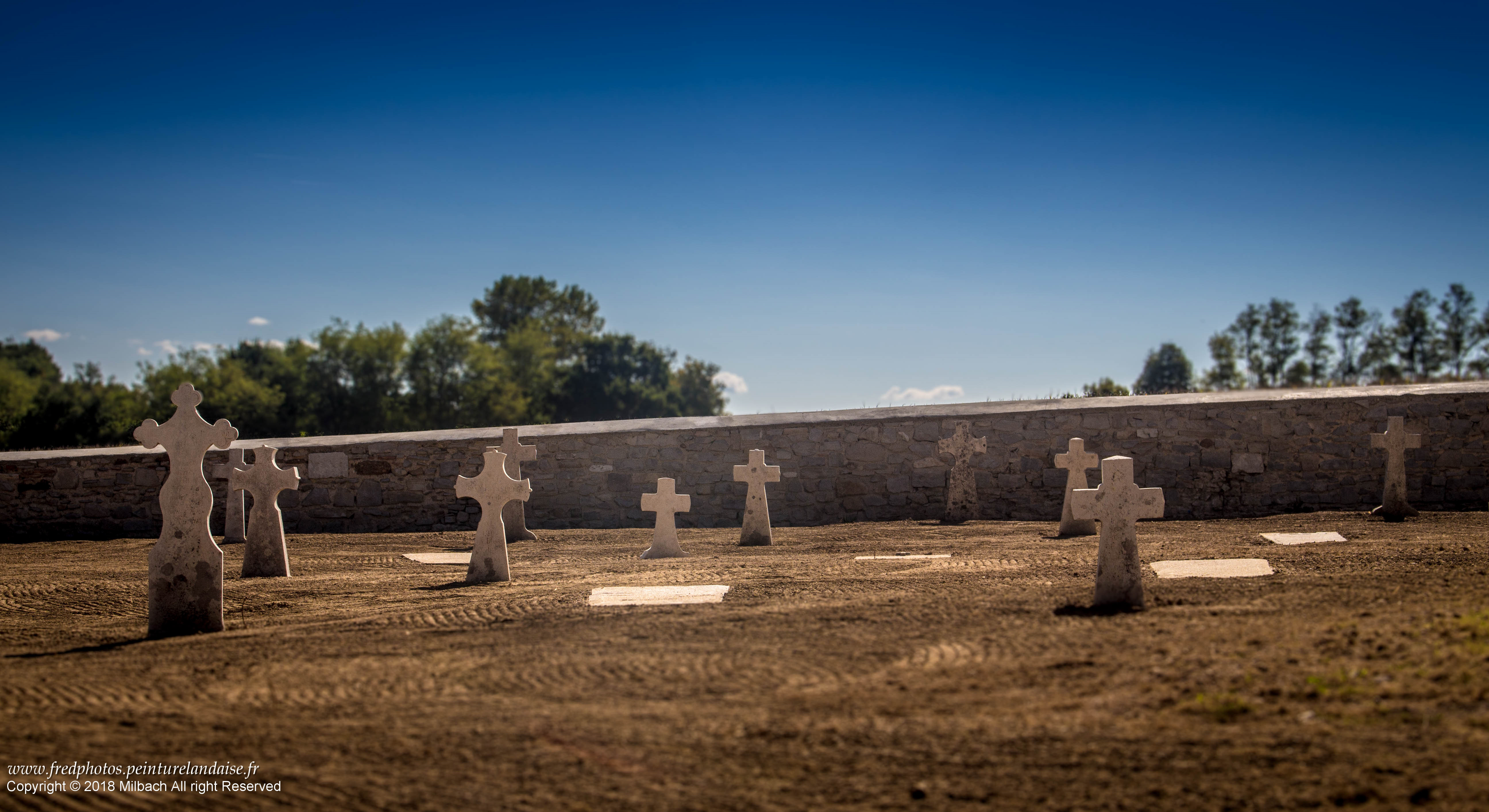
Abbaye de Sauvelade.

La date de sa construction n’est pas connue. Tout laisse à penser qu’elle n’a pas été construite dès 1127. La chapelle primitive était certainement plus modeste que celle que nous connaissons aujourd’hui. Il est cependant certains qu’elle était déjà construite en 1287.
Après soixante années de période probatoire et de négociation, les moines de l’abbaye furent autorisés à se rattacher à l’ordre de Cîteaux. La cérémonie d’affiliation se déroula la 11 janvier 1286.
L’ordre cistercien explique son style dépouillé caractéristique de tous les édifices appartenant à cet l’ordre suivant la règle de saint Benoît.
Son originalité vient de son plan en « croix grecque » de type centré. L’église, à nef unique courte et d’une longueur égale au transept, se termine par une abside centrale et deux absidioles latérales en hémicycle. Cette disposition est toutefois discutée, d'après des observations sur l'emplacement des ouvertures, il semblerait que la nef fût à l'origine bien plus longue. La coupole surmonte la croisée et repose sur des arcs doubleaux légèrement brisés que supportent des pilastres.
Le bâtiment actuel, partie église, a subi très peu de modifications depuis le XIIIe siècle, si ce n’est le toit en ardoise qui domine le clocher, qui date du XIXe siècle. L’édifice primitif comportait une simple couverture en écailles de bois ou bardeaux, il reste encore à la base du clocher les quatre coins de l’ancien toit.
Auprès de la porte qui ouvre sur le transept, le pied de bénitier en marbre vert de Campan provient certainement d’un fût de colonne d’une villa aquitano-romaine, comme pour l’église de Bielle en vallée d’Ossau.